# Liste des CC 72000
Cette page est une annexe aux articles CC 72000 et CC 72100.
 (janvier 2022).
Si vous disposez d'ouvrages ou d'articles de référence ou si vous connaissez des sites web de qualité traitant du thème abordé ici, merci de compléter l'article en donnant les références utiles à sa vérifiabilité et en les liant à la section « Notes et références ».

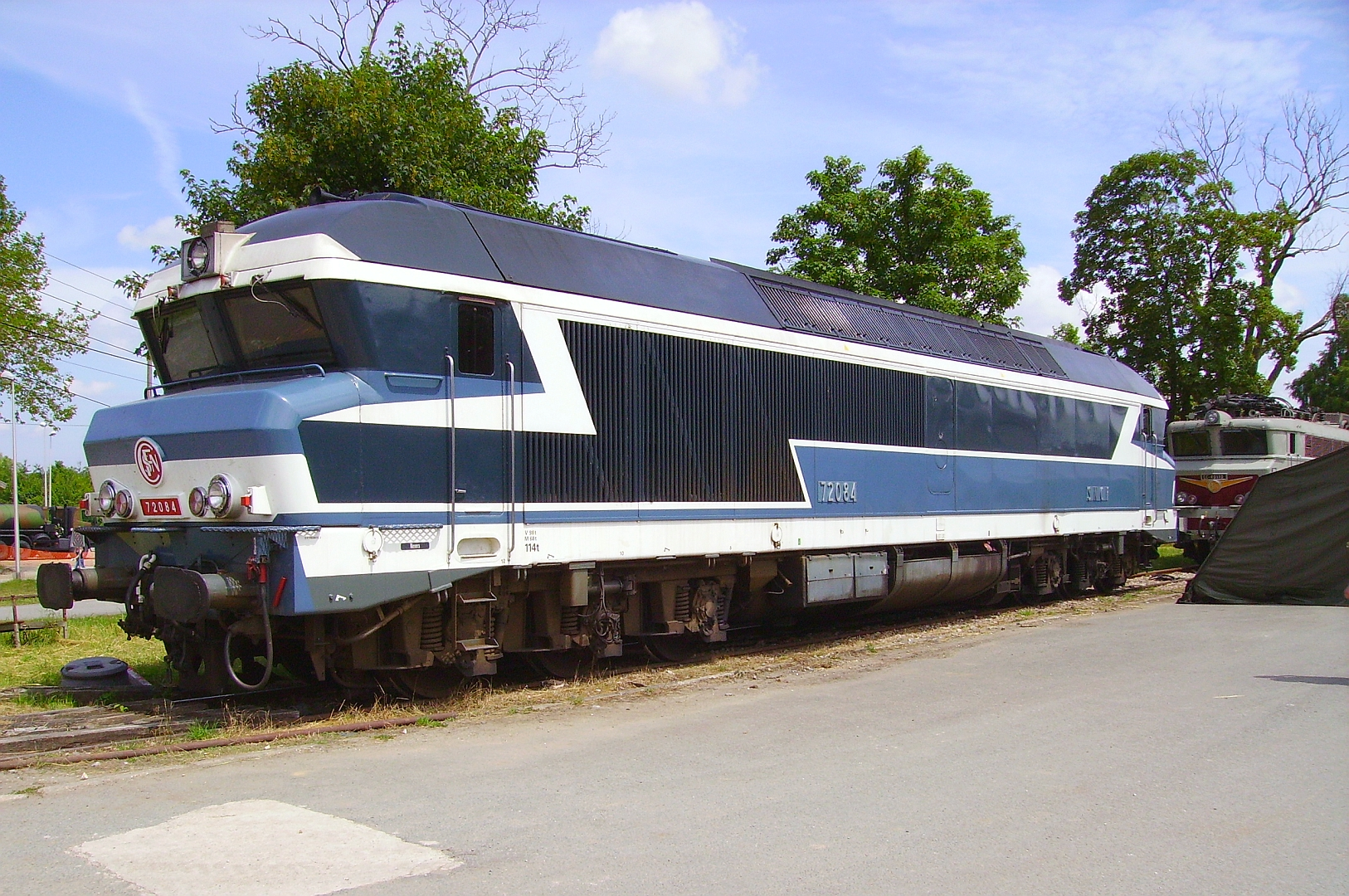
La CC 72084.

Cette liste recense les éléments du parc de CC 72000 et CC 72100, matériel roulant de la Société nationale des chemins de fer français (SNCF).

## CC 72000
Les trois exemplaires de CC 72000 encore en service au quatrième trimestre 2021 sont gérés par une Supervision technique de flotte (STF), la « STF Infra ».
| Numéro | Mise en service   | Radiation         | Livrée    | STF | Baptême               | Particularité                                                           |
| ------ | ----------------- | ----------------- | --------- | --- | --------------------- | ----------------------------------------------------------------------- |
| 72001  | 20 décembre 1967  | 21 juillet 2003   | Fret      | /   | Annonay               |                                                                         |
| 72002  | 7 mai 1968        | 26 avril 2011     | Fret      | /   |                       |                                                                         |
| 72003  | 15 août 1968      | 20 juin 2007      | Fret      | /   |                       | vendue au Maroc, devenue DF 120                                         |
| 72004  | 5 septembre 1968  | 8 décembre 2008   | Fret      | /   |                       |                                                                         |
| 72005  | 31 octobre 1968   | 26 avril 2011     | Fret      | /   |                       |                                                                         |
| 72006  | 31 octobre 1968   | 21 août 2007      | Fret      | /   |                       |                                                                         |
| 72007  | 23 août 1968      | 30 décembre 2004  | Fret      | /   |                       |                                                                         |
| 72008  | 15 novembre 1968  | 18 décembre 2005  | Fret      | /   |                       |                                                                         |
| 72009  | 18 novembre 1968  | 10 décembre 2006  | Fret      | /   |                       | vendue au Maroc, devenue DF 115                                         |
| 72010  | 6 décembre 1968   | 8 novembre 2007   | Fret      | /   | Bourg-Argental        |                                                                         |
| 72011  | 1er janvier 1969  | 10 août 2004      | Bleue     | /   |                       |                                                                         |
| 72012  | 7 janvier 1969    | 10 août 2004      | Fret      | /   |                       |                                                                         |
| 72013  | 31 janvier 1969   | 6 septembre 2012  | Fret      | /   |                       |                                                                         |
| 72014  | 21 avril 1969     | 9 décembre 2006   | Fret      | /   |                       |                                                                         |
| 72015  | 4 mai 1969        | 30 novembre 2007  | Fret      | /   | Paray-le-Monial       |                                                                         |
| 72016  | 23 mai 1969       | 26 avril 2011     | Fret      | /   |                       |                                                                         |
| 72017  | 6 juin 1969       | 28 septembre 2005 | Bleue     | /   |                       |                                                                         |
| 72018  | 11 juin 1969      | 18 décembre 2005  | Fret      | /   |                       | vendue au Maroc, devenue DF 116                                         |
| 72019  | 25 juin 1969      | 20 décembre 2005  | Fret      | /   |                       |                                                                         |
| 72020  | 5 juillet 1969    | 17 décembre 2006  | Fret      | /   |                       | vendue au Maroc, devenue DF 119                                         |
| 72021  | 13 août 1969      | 1er décembre 2003 | Bleue     | /   |                       | transformée en CC 72121                                                 |
| 72022  | 1er août 1969     | 18 juin 2007      | Fret      | /   | Villemomble           |                                                                         |
| 72023  | 5 septembre 1969  | 17 novembre 2005  | Bleue     | /   |                       |                                                                         |
| 72024  | 29 septembre 1969 | 17 juin 2010      | Fret      | /   | Pont-Audemer          |                                                                         |
| 72025  | 30 septembre 1969 | 21 décembre 2005  | Bleue     | /   | Lure                  |                                                                         |
| 72026  | 13 octobre 1969   | 26 avril 2011     | Fret      | /   | Luxeuil-les-Bains     |                                                                         |
| 72027  | 20 novembre 1969  | 18 juin 2007      | Fret      | /   |                       | vendue au Maroc, devenue DF 118                                         |
| 72028  | 2 décembre 1969   | 17 décembre 2006  | Bleue     | /   |                       |                                                                         |
| 72029  | 3 décembre 1969   | 24 juin 2008      | Fret      | /   |                       | préservée à la Cité du Train de Mulhouse                                |
| 72030  | 19 décembre 1969  | 1er décembre 2003 | Corail +  | /   | Chalindrey            | A porté une livrée bleu, blanc, rouge, elle fut transformée en CC 72130 |
| 72031  | 1er janvier 1970  | 26 avril 2011     | Fret      | /   | Fougerolles           |                                                                         |
| 72032  | 21 décembre 1969  | 26 avril 2011     | Fret      | /   |                       |                                                                         |
| 72033  | 8 février 1970    | 26 avril 2011     | Fret      | /   |                       |                                                                         |
| 72034  | 7 février 1970    | 4 septembre 2008  | Fret      | /   |                       |                                                                         |
| 72035  | 14 mars 1970      | 26 avril 2011     | Fret      | /   |                       |                                                                         |
| 72036  | 28 mars 1970      | 25 août 2007      | Fret      | /   | Thann                 |                                                                         |
| 72037  | 19 avril 1970     | 1er janvier 2004  | Corail +  | /   |                       | transformée en CC 72137                                                 |
| 72038  | 14 mai 1970       | 1er octobre 2003  | Bleue     | /   | Nangis                | transformée en CC 72138                                                 |
| 72039  | 17 juin 1970      | 14 mai 2004       | Bleue     | /   |                       | transformée en CC 72139                                                 |
| 72040  | 17 juillet 1970   | 19 juin 2003      | Corail +  | /   |                       | transformée en CC 72140                                                 |
| 72041  | 11 juillet 1970   | 18 mars 2004      | Bleue     | /   | Chaumont              | transformée en CC 72141                                                 |
| 72042  | 22 juillet 1970   | 26 juin 2009      | Bleue     | /   |                       |                                                                         |
| 72043  | 3 septembre 1970  | 23 juin 2004      | Bleue     | /   | Langres               | transformée en CC 72143                                                 |
| 72044  | 7 octobre 1970    | 10 décembre 2006  | Bleue     | /   |                       |                                                                         |
| 72045  | 22 septembre 1970 | 7 août 2003       | En Voyage | /   |                       | transformée en CC 72145                                                 |
| 72046  | 24 octobre 1970   | 24 septembre 1982 | Bleue     | /   |                       | détruite lors d'une collision à un passage à niveau à Ancenis           |
| 72047  | 31 octobre 1970   | 31 juillet 2003   | Bleue     | /   |                       | transformée en CC 72147                                                 |
| 72048  | 4 décembre 1970   | 6 août 2002       | Bleue     | /   | Haute-Saône           | transformée en CC 72148                                                 |
| 72049  | 4 décembre 1970   | GBE               | En Voyage | SLI |                       |                                                                         |
| 72050  | 21 décembre 1970  | 28 décembre 2005  | Bleue     | /   | Lapalisse             |                                                                         |
| 72051  | 31 décembre 1970  | 1er février 2004  | Bleue     | /   |                       | transformée en CC 72151                                                 |
| 72052  | 18 janvier 1971   | 21 décembre 2005  | Bleue     | /   | La Baule              |                                                                         |
| 72053  | 31 janvier 1971   | 28 septembre 2005 | Bleue     | /   | Montauban-de-Bretagne |                                                                         |
| 72054  | 15 mars 1971      | 21 décembre 2005  | Bleue     | /   |                       |                                                                         |
| 72055  | 28 juin 1971      | 21 décembre 2005  | Bleue     | /   |                       |                                                                         |
| 72056  | 22 mars 1971      | 8 juillet 2004    | Bleue     | /   | La Bourboule          | transformée en CC 72156                                                 |
| 72057  | 9 avril 1971      | 1er décembre 2003 | Bleue     | /   |                       | transformée en CC 72157                                                 |
| 72058  | 29 avril 1971     | 5 juillet 2004    | En Voyage | /   |                       | transformée en CC 72158                                                 |
| 72059  | 26 juin 1971      | 12 décembre 2005  | Bleue     | /   |                       |                                                                         |
| 72060  | 13 juillet 1971   | 11 juin 2004      | En Voyage | /   | Gray                  | transformée en CC 72160                                                 |
| 72061  | 2 août 1971       | 25 janvier 2010   | Bleue     | /   |                       |                                                                         |
| 72062  | 30 août 1971      | 31 mars 2008      | Bleue     | /   |                       |                                                                         |
| 72063  | 5 septembre 1971  | 6 juin 2003       | Bleue     | /   | La Roche-sur-Yon      | transformée en CC 72163                                                 |
| 72064  | 18 octobre 1971   | 30 décembre 2009  | Bleue     | /   |                       | préservée par l'association A.R.C.E.T.                                  |
| 72065  | 15 octobre 1971   | 3 décembre 2009   | Bleue     | /   |                       |                                                                         |
| 72066  | 27 octobre 1971   | 17 septembre 2003 | Bleue     | /   |                       | transformée en CC 72166                                                 |
| 72067  | 16 novembre 1971  | 28 octobre 2009   | Fret      | /   |                       |                                                                         |
| 72068  | 20 décembre 1971  | 2 avril 2004      | Corail +  | /   |                       | transformée en CC 72168                                                 |
| 72069  | 27 décembre 1971  | 26 avril 2011     | Fret      | /   |                       |                                                                         |
| 72070  | 12 janvier 1972   | 17 juin 2010      | Bleue     | /   |                       |                                                                         |
| 72071  | 28 janvier 1972   | 29 novembre 2006  | Bleue     | /   | Marseille             |                                                                         |
| 72072  | 5 mars 1972       | 22 juillet 2003   | Bleue     | /   | Saint-Malo            | transformée en CC 72172                                                 |
| 72073  | 3 avril 1972      | 28 février 2006   | Bleue     | /   |                       |                                                                         |
| 72074  | 4 août 1972       | /                 | En Voyage | SLI | Toulon                |                                                                         |
| 72075  | 23 juin 1973      | 29 avril 2004     | Bleue     | /   |                       | transformée en CC 72175                                                 |
| 72076  | 5 janvier 1973    | 30 avril 2003     | Bleue     | /   |                       | transformée en CC 72176                                                 |
| 72077  | 6 janvier 1973    | 19 avril 2004     | Bleue     | /   | Noisy-le-Sec          | transformée en CC 72177                                                 |
| 72078  | 6 février 1973    | 28 mai 2004       | Corail +  | /   |                       | transformée en CC 72178                                                 |
| 72079  | 6 mars 1973       | 1er février 2004  | Bleue     | /   |                       | transformée en CC 72179                                                 |
| 72080  | 29 mars 1973      | 8 juillet 2004    | Bleue     | /   | Mulhouse              | transformée en CC 72180                                                 |
| 72081  | 27 avril 1973     | 26 avril 2011     | Bleue     | /   |                       |                                                                         |
| 72082  | 3 juillet 1973    | 23 juillet 2003   | Bleue     | /   | Provins               | transformée en CC 72182                                                 |
| 72083  | 31 juillet 1973   | 27 novembre 2008  | Fret      | /   |                       |                                                                         |
| 72084  | 17 mars 1974      | /                 | Bleue     | SLI | Amplepuis             | Cellule des Matériels Radiés                                            |
| 72085  | 17 septembre 1973 | 10 décembre 2006  | Fret      | /   |                       | vendue au Maroc, devenue DF 117                                         |
| 72086  | 26 octobre 1973   | 14 octobre 2003   | Bleue     | /   |                       | transformée en CC 72186                                                 |
| 72087  | 26 novembre 1973  | 24 novembre 2007  | Bleue     | /   |                       |                                                                         |
| 72088  | 2 janvier 1974    | 1er avril 2005    | Bleue     | /   |                       |                                                                         |
| 72089  | 8 février 1974    | 8 juin 2004       | Bleue     | /   |                       | transformée en CC 72189                                                 |
| 72090  | 8 avril 1974      | 1er novembre 2003 | Bleue     | /   | Belfort               | transformée en CC 72190                                                 |
| 72091  | 15 mai 1974       | 26 avril 2011     | Bleue     | /   | Tarare                |                                                                         |
| 72092  | 21 juin 1974      | 5 août 2002       | Bleue     | /   |                       |                                                                         |

## CC 72100
STF Champagne-Ardenne : 0 exemplaire.
| Numéro   | Transformation    | Numéro d'origine | Radiation        | Livrée    | STF | Baptême          | Particularité                 |
| -------- | ----------------- | ---------------- | ---------------- | --------- | --- | ---------------- | ----------------------------- |
| CC 72121 | 1er décembre 2003 | CC 72021         | 31 juillet 2017  | En Voyage |     |                  |                               |
| CC 72130 | 1er décembre 2003 | CC 72030         | 23 octobre 2017  | En Voyage |     | Chalindrey       | Préservée à la Cité du train  |
| CC 72137 | 1er janvier 2004  | CC 72037         | 14 décembre 2012 | En Voyage |     |                  |                               |
| CC 72138 | 1er octobre 2003  | CC 72038         | 5 juillet 2017   | En Voyage |     | Nangis           |                               |
| CC 72139 | 14 mai 2004       | CC 72039         | 2 décembre 2010  | En Voyage |     |                  |                               |
| CC 72140 | 19 juin 2003      | CC 72040         | 19 octobre 2017  | En Voyage |     |                  |                               |
| CC 72141 | 18 mars 2004      | CC 72041         | 24 novembre 2015 | En Voyage |     | Chaumont         | Accidentée le 21 avril 2015   |
| CC 72143 | 23 juin 2004      | CC 72043         | 26 octobre 2009  | En Voyage |     | Langres          |                               |
| CC 72145 | 7 août 2003       | CC 72045         | 21 juin 2017     | En Voyage |     |                  |                               |
| CC 72147 | 31 juillet 2003   | CC 72047         | 7 février 2017   | En Voyage |     |                  |                               |
| CC 72148 | 6 août 2002       | CC 72048         | 20 novembre 2014 | En Voyage |     | Haute-Saône      | Incendie le 19 juillet 2014   |
| CC 72151 | 1er février 2004  | CC 72051         | 21 juin 2017     | En Voyage |     |                  |                               |
| CC 72156 | 8 juillet 2004    | CC 72056         | 14 décembre 2007 | En Voyage |     | La Bourboule     |                               |
| CC 72157 | 1er décembre 2003 | CC 72057         | 31 juillet 2017  | En Voyage |     | Annonay          |                               |
| CC 72158 | 5 juillet 2004    | CC 72058         | 4 octobre 2017   | En Voyage |     |                  |                               |
| CC 72160 | 11 juin 2004      | CC 72060         | 21 octobre 2015  | En Voyage |     | Gray             |                               |
| CC 72163 | 6 juin 2003       | CC 72063         | 16 décembre 2016 | En Voyage |     | La Roche-sur-Yon |                               |
| CC 72166 | 17 septembre 2003 | CC 72066         | 14 novembre 2016 | En Voyage |     |                  |                               |
| CC 72168 | 2 avril 2004      | CC 72068         | 1er mars 2012    | En Voyage |     |                  |                               |
| CC 72172 | 22 juillet 2003   | CC 72072         | 31 juillet 2017  | En Voyage |     | Saint-Malo       |                               |
| CC 72175 | 29 avril 2004     | CC 72075         | 15 décembre 2012 | En Voyage |     |                  |                               |
| CC 72176 | 30 avril 2003     | CC 72076         | 8 août 2017      | En Voyage |     |                  | Incendie le 28 septembre 2015 |
| CC 72177 | 19 avril 2004     | CC 72077         | 21 juin 2017     | En Voyage |     | Noisy-le-Sec     |                               |
| CC 72178 | 28 mai 2004       | CC 72078         | 29 novembre 2010 | En Voyage |     |                  |                               |
| CC 72179 | 1er février 2004  | CC 72079         | 21 juin 2017     | En Voyage |     |                  |                               |
| CC 72180 | 8 juillet 2004    | CC 72080         | 19 décembre 2017 | En Voyage |     | Mulhouse         |                               |
| CC 72182 | 23 juillet 2003   | CC 72082         | 4 décembre 2007  | En Voyage |     | Provins          |                               |
| CC 72186 | 14 octobre 2003   | CC 72086         | 18 décembre 2017 | En Voyage |     |                  |                               |
| CC 72189 | 8 juin 2004       | CC 72089         | 19 octobre 2017  | En Voyage |     |                  |                               |
| CC 72190 | 1er novembre 2003 | CC 72090         | 19 décembre 2017 | En Voyage |     | Belfort          |                               |